# Arcidiocesi di Milano

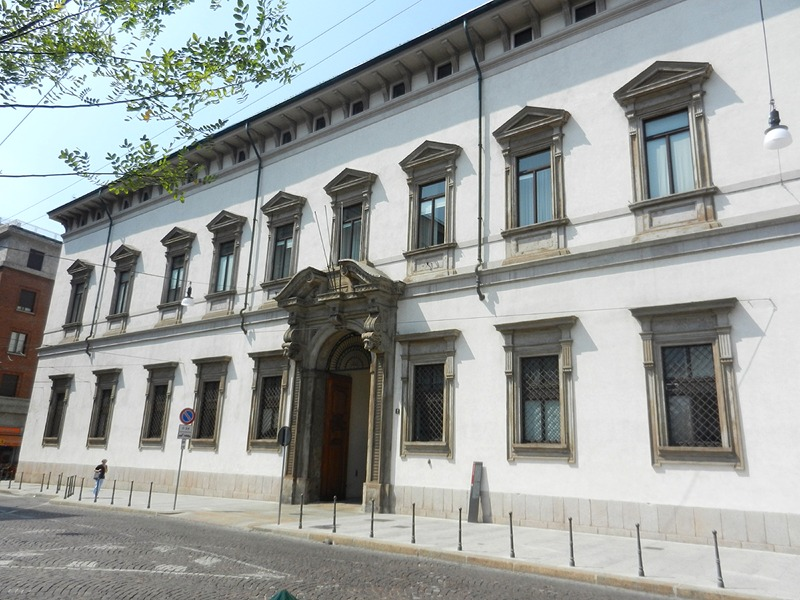
Il Palazzo Arcivescovile

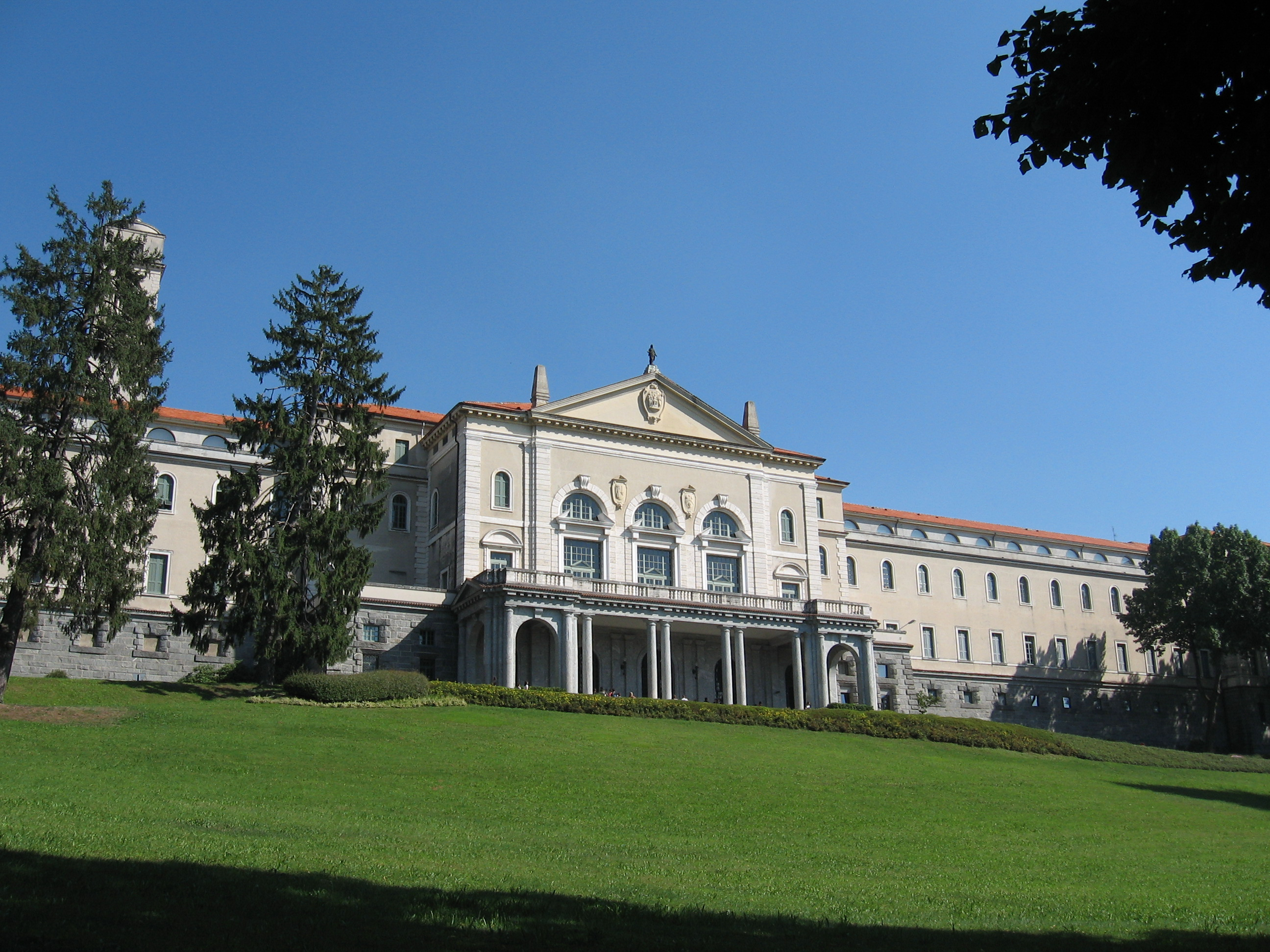
Il Seminario Arcivescovile a Venegono Inferiore

L'arcidiocesi di Milano (in latino Archidioecesis Mediolanensis) è una sede metropolitana della Chiesa cattolica in Italia appartenente alla regione ecclesiastica Lombardia. Nel 2023 contava 4 942 000 battezzati su 5 647 000 abitanti. È retta dall'arcivescovo Mario Delpini.
L'arcidiocesi è stata segnata profondamente dall'attività pastorale del suo principale patrono sant'Ambrogio, vescovo dal 374 al 397, tanto da essere chiamata anche ambrosiana. Compatroni dell'arcidiocesi sono san Galdino, arcivescovo dal 1166 al 1176 e san Carlo Borromeo, arcivescovo dal 1560 al 1584.
Attualmente è di gran lunga la diocesi al mondo con più sacerdoti diocesani, e, pure contando gli appartenenti a ordini e istituti religiosi, che nell'Urbe hanno le loro case generalizie, è la prima dopo la diocesi di Roma. Anche come popolazione totale è tra le diocesi più popolose, ed è tra le prime cinque al mondo come numero assoluto di fedeli, preceduta dall'arcidiocesi di Kinshasa, dall'arcidiocesi di Guadalajara, dall'arcidiocesi di Puebla de los Ángeles e dall'arcidiocesi di San Paolo.

## Territorio
L'arcidiocesi comprende quasi tutta la città metropolitana di Milano, la provincia di Monza e della Brianza, la maggior parte delle province di Varese e di Lecco, nonché alcuni comuni nelle province di Como e di Pavia e il decanato di Treviglio in provincia di Bergamo.
Sede arcivescovile è la città di Milano, dove si trova la cattedrale di Santa Maria Nascente, famosa come duomo di Milano.

### Provincia ecclesiastica
All'epoca di Costantino I, Milano era la capitale dell'Italia Annonaria e alcuni indizi portano a ritenere che già a metà del IV secolo fosse anche sede metropolitana, la prima dell'Italia settentrionale, di tutte le diocesi comprese nelle regioni VIII Aemilia, IX Liguria, X Venetia et Histria e XI Transpadana. Molte delle sedi episcopali dipendenti dai metropoliti ambrosiani passarono alla provincia ecclesiastica di Aquileia con la costituzione di quest'ultima verso la fine del IV secolo.
Nel concilio milanese del 451 risultano dipendere dai metropoliti di Milano i vescovi di Reggio, Piacenza, Brescello, Tortona, Pavia, Ivrea, Torino, Aosta, Lodi, Como, Coira, Genova, Asti, Novara, Cremona, Brescia, Vercelli, Albenga e Bergamo.
Nei due secoli successivi, la provincia ecclesiastica di Milano subì alcuni cambiamenti. Verso la fine del V secolo, all'epoca di Giovanni I Angelopte (477-494), la provincia ecclesiastica di Ravenna si estese a scapito di quella di Milano, a cui sottrasse le diocesi di Piacenza, Brescello (la cui sede fu probabilmente trasferita a Parma) e Reggio. Tra la fine del VI e gli inizi del VII secolo la sede comasca passò alla provincia ecclesiastica di Aquileia.
Eccetto queste diocesi, nel concilio provinciale del 679 sono documentate come dipendenti dal metropolita milanese le altre diocesi già attestate nel 451, più altre tre nuove diocesi, Acqui, Savona e Ventimiglia.
Nell'Alto Medioevo, la provincia ecclesiastica di Milano perse le diocesi di Pavia, diventata immediatamente soggetta alla Santa Sede per la sua predominanza politica in epoca longobarda; Coira, passata nell'843 alla provincia ecclesiastica di Magonza; e Aosta, che verso la metà del IX secolo divenne suffraganea di Tarantasia.
Benché attestata già nel primo millennio cristiano, solo dall'XI secolo i vescovi di Alba risultano membri della provincia ecclesiastica di Milano, a cui si aggiunse, nel corso dello stesso secolo, anche la diocesi di Bobbio. Nel 1175 fu infine eretta la diocesi di Alessandria, resa suffraganea di Milano.
Nel 1133 papa Innocenzo II istituì la provincia ecclesiastica di Genova, che portò allo scorporo dalla provincia ecclesiastica ambrosiana delle diocesi di Albenga e di Bobbio.
In seguito, nuove diocesi si aggiunsero alla provincia milanese: Mondovì, eretta nel 1388, Casale Monferrato, eretta nel 1474 e Vigevano, istituita nel 1530. Tuttavia, già dal 1515 Milano aveva perso come suffraganee le diocesi di Mondovì e di Ivrea, passate alla neonata provincia ecclesiastica di Torino.
All'epoca di san Carlo Borromeo (seconda metà del XVI secolo), la provincia ecclesiastica di Milano comprendeva 15 diocesi: Acqui, Alba, Alessandria, Asti, Bergamo, Brescia, Casale, Cremona, Lodi, Novara, Savona, Tortona, Ventimiglia, Vercelli e Vigevano. A queste si aggiunse nel 1789 la diocesi di Como, che ritornò così alla metropolia milanese dopo oltre 10 secoli.
Il periodo napoleonico portò a una totale ristrutturazione della provincia ecclesiastica ambrosiana. Nel 1803 perse tutte le diocesi piemontesi e liguri, eccetto la diocesi di Novara, acquisendo al contempo la sola diocesi di Pavia. Nel 1817, con l'istituzione della provincia ecclesiastica di Vercelli, Milano dovette cedere le diocesi suffraganee di Novara e di Vigevano. Nel 1820 risultano appartenere alla sede metropolitana milanese 7 diocesi: Bergamo, Brescia, Como, Cremona, Lodi, Pavia e Mantova (quest'ultima, fino a quel momento, era stata immediatamente soggetta alla Santa Sede).
Gli ultimi cambiamenti datano 1835, quando la diocesi di Crema entrò a far parte della provincia ecclesiastica di Milano, e 1974, quando la diocesi di Vigevano ritornò alla metropolia di Milano.
La provincia ecclesiastica di Milano, che coincide con il territorio della regione ecclesiastica Lombardia, comprende 9 diocesi suffraganee:
- Diocesi di Bergamo
- Diocesi di Brescia
- Diocesi di Como
- Diocesi di Crema
- Diocesi di Cremona
- Diocesi di Lodi
- Diocesi di Mantova
- Diocesi di Pavia
- Diocesi di Vigevano

### Parrocchie
Delle 1 107 parrocchie dell'arcidiocesi, 1 101 sono raggruppate in 63 decanati, a loro volta riuniti in 7 zone pastorali; a queste parrocchie se ne aggiungono 4 ospedaliere e 2 personali.

### Attività editoriale
L'arcidiocesi svolge la propria attività editoriale tramite tre marchi della casa editrice ITL (la cui ragione sociale originaria Impianti Tipografici Lombardi è poi mutata in Impresa Tecnoeditoriale Lombarda), fondata nell'aprile 1946 da mons. Giuseppe Bicchierai per ridare alle stampe il quotidiano L'Italia (nato nel 1912 e dalle cui ceneri, nel 1968, nascerà Avvenire, risultato dall'accorpamento tra lo storico giornale cattolico milanese e il quotidiano bolognese L'Avvenire d'Italia):
- Centro ambrosiano, la sigla cui fanno capo le pubblicazioni ufficiali dell'arcidiocesi di Milano, come ad esempio le lettere dell'arcivescovo o le linee guida dei servizi e degli istituti diocesani. A queste opere legate alla vita pastorale sono affiancate collane che toccano diversi argomenti e alcune delle cui opere sono state tradotte in altre lingue;
- Editrice in Dialogo, costituita nel 1979 e che cura le pubblicazioni dell'Azione Cattolica Ambrosiana, in genere testi con uno scopo educativo;
- Istituto di Propaganda Libraria, con pubblicazioni su studi e approfondimenti destinati a platee più ristrette, attivo sin dal 1934.[9]

In ogni parrocchia dell'arcidiocesi è distribuito il mensile Il Segno, voluto dal cardinale Giovanni Battista Montini per accompagnare e rendere più "universale" il ruolo dei singoli bollettini parrocchiali.

## Liturgia

### Rito ambrosiano
Elemento fortemente caratterizzante dell'arcidiocesi di Milano è il rito ambrosiano, adottato in quasi tutta l'arcidiocesi. Fanno eccezione i decanati di Monza, Treviglio e buona parte di quello di Trezzo sull'Adda, le parrocchie di Civate e Varenna nella zona pastorale di Lecco e le chiese non parrocchiali rette da clero regolare; in tutti questi luoghi si adotta il rito romano.
Il rito ambrosiano prevede, tra le altre particolarità, l'adozione di un lezionario, un messale e un calendario liturgico differenti da quelli del rito romano.

### I concerti di campane
Insieme al rito ambrosiano, un'altra particolarità dell'arcidiocesi si trova nel montaggio delle campane presenti sul territorio (salvo qualche rara eccezione), che suonano secondo il sistema ambrosiano. Questo sistema consiste nel suonare la campana con una corda (o una catena) che viene agganciata a una ruota fissata alla campana stessa che le permette di compiere un'oscillazione lenta di 180 gradi. Si ottiene così la cosiddetta posizione a bicchiere, che consente di comporre veri e propri concerti per annunciare le funzioni più solenni all'interno dell'anno liturgico. Per la verità nel XIX secolo questo sistema si è diffuso in Lombardia, tranne in certe zone di montagna, e in alcune zone di Piemonte, Emilia, Liguria e Canton Ticino. Nel sistema ambrosiano il battaglio batte su entrambi i lati della campana (sistema a caduta), a differenza dell'uso romano, cioè quel sistema, definito a slancio, per cui la campana oscilla più velocemente, non avendo la ruota, ma solo un bilanciere, in modo che il battaglio batta sempre nella parte più alta della campana.

## Storia

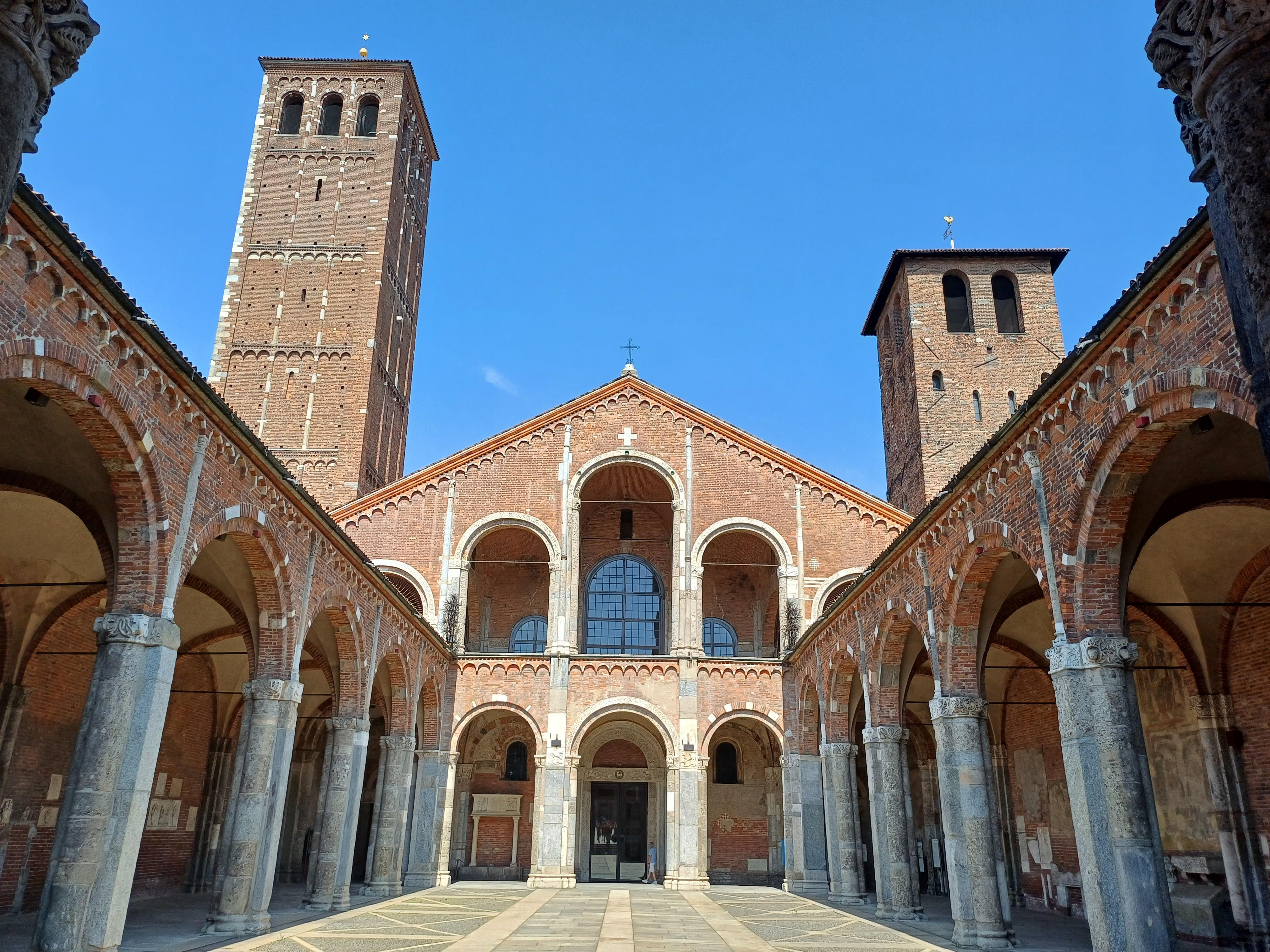
La basilica di Sant'Ambrogio a Milano

Alcuni cataloghi bizantini sui Discepoli del Signore (VII-VIII secolo) affermano che san Barnaba, dopo essere giunto a Roma con san Pietro, fondò la Chiesa in Milano; lo stesso episodio è presente in Paolo Diacono e in numerosi testi milanesi (a partire dal IX secolo), che lo associano alla figura di sant'Anatalone quale assistente di Barnaba. La maggioranza degli storici ritiene che la testimonianza bizantina non sia affidabile e che la datazione tramandata in ambito milanese sia stata ottenuta dilatando la durata dei primi episcopati; essi, accettando la veridicità dei nomi dei primi vescovi trasmessi dalla tradizione (a partire da Anatalone) e andando a ritroso da Mirocle (di cui è certa la partecipazione a un sinodo del 313), ipotizzano che la diocesi sia stata istituita all'inizio del III secolo. In ogni caso, la presenza cristiana a Milano è attestata archeologicamente fin dall'epoca apostolica.

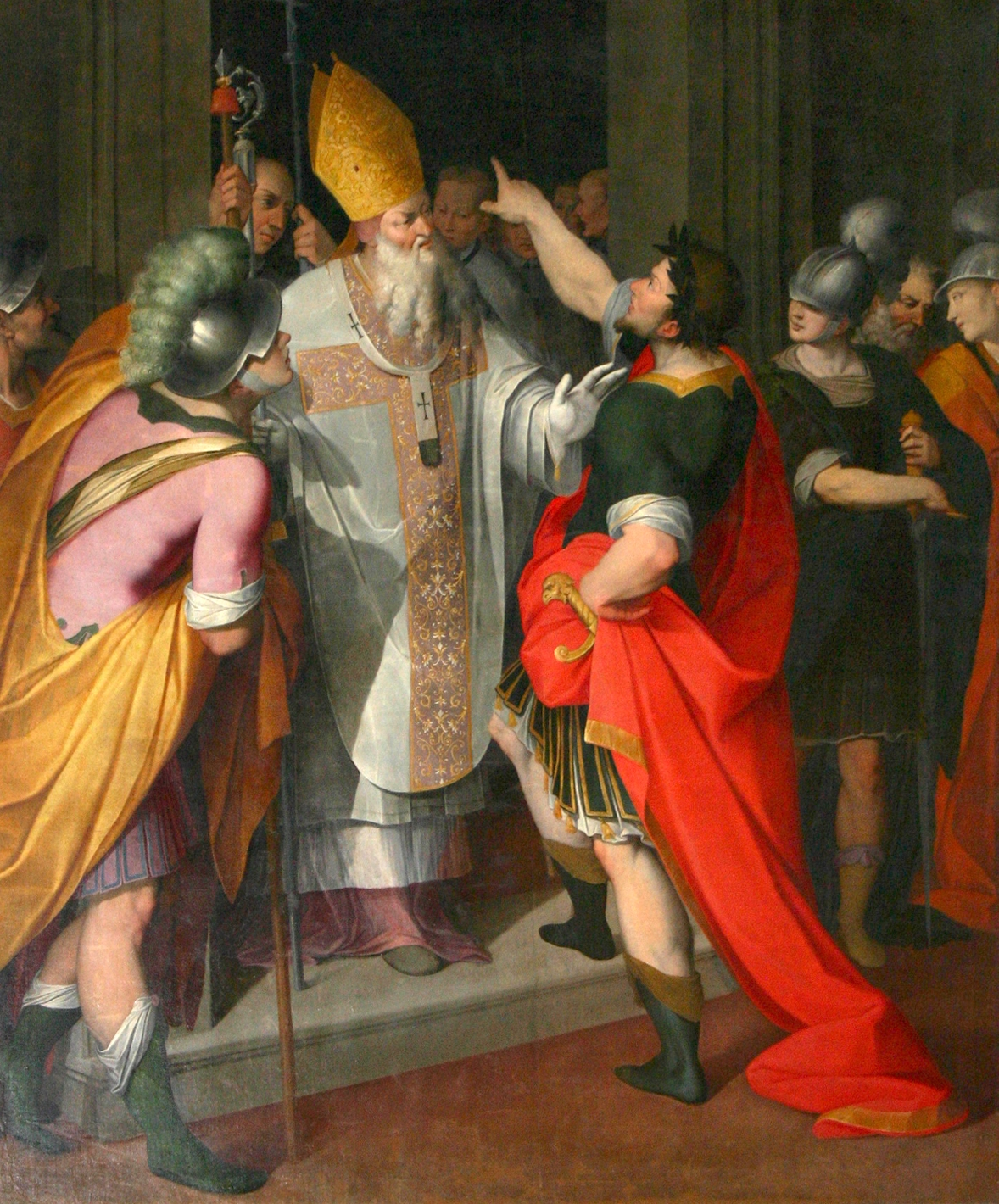
Sant'Ambrogio impedisce all'imperatore Teodosio I di entrare nella cattedrale (l'odierna Basilica di Sant'Ambrogio) dopo il massacro di Tessalonica (avvenuto nel 390)

A partire dal IV secolo, dopo l'avvento di Costantino come imperatore romano, le notizie e le datazioni divengono più attendibili. Anche se il primo a venire chiamato "arcivescovo" fu Teodoro II, l'elevazione ad arcidiocesi viene fatta coincidere con l'episcopato di Ambrogio, momento in cui quest'ultimo si adoperò fortemente per ristabilire il predominio della dottrina romana su quella ariana e in cui acquisì grande peso politico, in corrispondenza anche della presenza a Milano della corte imperiale e approfittando delle posizioni di relativa debolezza degli imperatori del suo tempo, Graziano e Valentiniano II. Nonostante la sostanziale accettazione dell'Impero da parte di Ambrogio, con Teodosio I i contrasti furono più accesi, ma vennero infine ricomposti.
La storia della diocesi di Milano rimarrà profondamente legata alla figura di Sant'Ambrogio, vescovo della città dal 374 al 397.
Il vescovo Eusebio convocò nel 451 un sinodo provinciale che vide la partecipazione di venti vescovi, in cui fu condannato il brigantaggio di Efeso.
Fino al V secolo, la diocesi di Milano rimase l'unica metropolia del nord Italia.
Già nel settembre del 600 papa Gregorio Magno parlò del neoeletto vescovo di Milano, Deodato, non tanto come successore, bensì come "vicario" di sant'Ambrogio. Nell'anno 881 invece papa Giovanni VIII definì per la prima volta la diocesi "ambrosiana", termine che è rimasto ancora oggi per identificare non solo la Chiesa di Milano, ma talvolta anche la stessa città.
L'eredità di Ambrogio è delineata principalmente a partire dalla sua attività pastorale: la predicazione della Parola di Dio coniugata alla dottrina della Chiesa cattolica, l'attenzione ai problemi della giustizia sociale, l'accoglienza verso le persone provenienti da popoli lontani, la denuncia degli errori nella vita civile e politica.
Dopo Ambrogio, nel periodo finale dalla tarda antichità fino al regno dei Goti di Teoderico (tra il IV e la prima metà del VI secolo), con il trasferimento della corte imperiale da Milano a Ravenna prima, e con la caduta dell'Impero poi, l'arcivescovo assunse sempre più un ruolo civile di "supplenza" delle istituzioni imperiali in disfacimento, arrivando anche ad amministrare la giustizia. La Chiesa di Milano, per circa vent'anni, non riconobbe l'autorità del Concilio Costantinopolitano II (553).

La situazione cambiò radicalmente con l'avvento dei Longobardi in Italia, meno tolleranti dei Goti (anche se probabilmente ariani come loro) nei riguardi delle istituzioni preesistenti il loro dominio. Con la discesa di Alboino e l'occupazione del 568, l'arcivescovo del tempo, Onorato, lasciò addirittura Milano trasferendosi con tutto il seguito a Genova, dove la curia rimase per 80 anni affievolendo così la conduzione della diocesi e favorendo indirettamente l'affermarsi a Milano dello scisma tricapitolino, sottoscritto con Aquileia, attorno al 554, dai suoi predecessori. La chiesa milanese rientrò dallo scisma, nel 573, sotto l'episcopato di Lorenzo II. Il clero minore (decumano) rimasto sul territorio dominato dai Longobardi, rimase di simpatia tricapitolina ancora per diversi anni. Con la conquista da parte di Rotari della Liguria, l'allora arcivescovo Forte fuggì a Roma lasciando la carica a Giovanni Bono (oggi venerato come santo) che nel 649 riportò la sede a Milano.

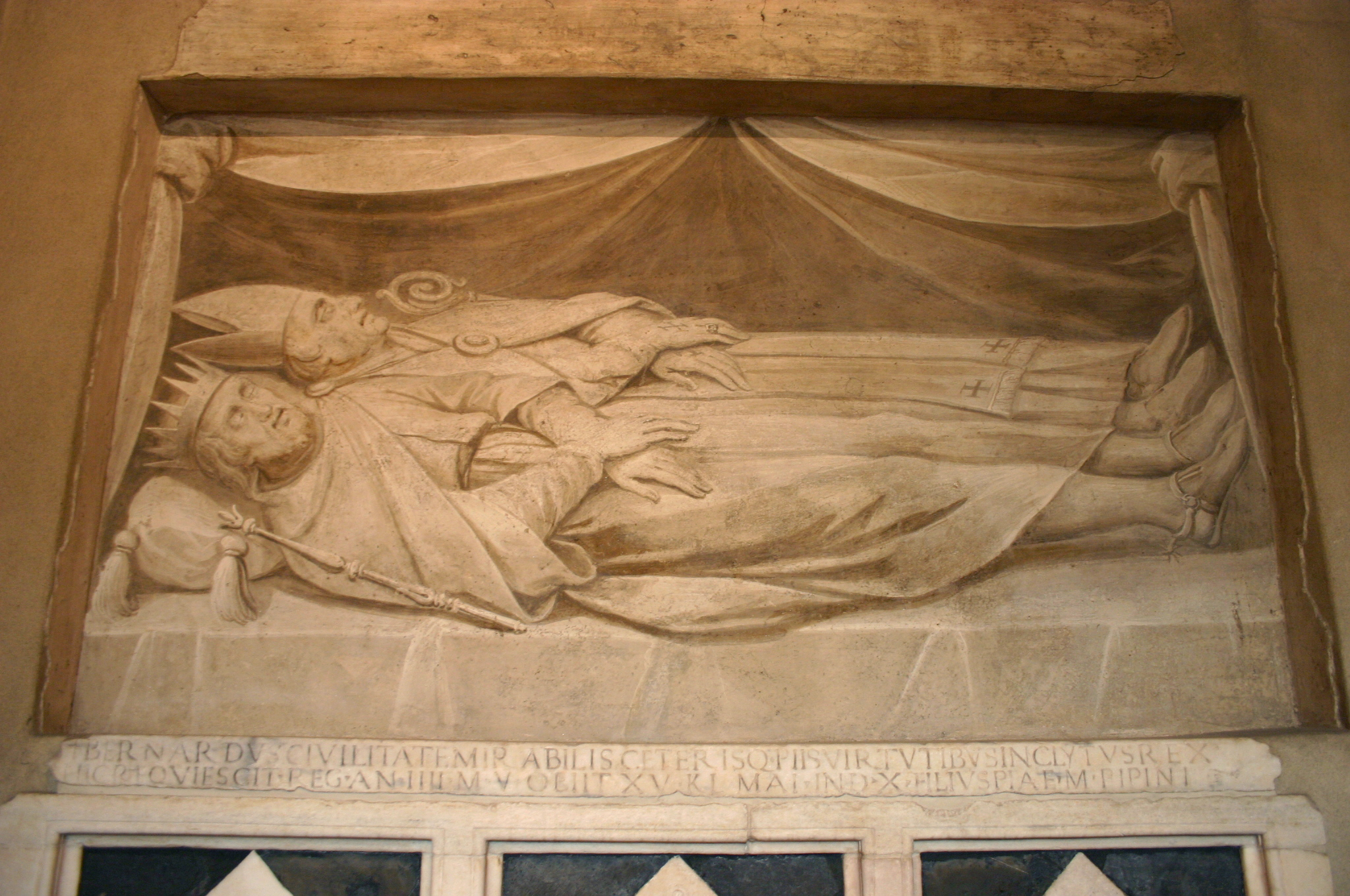
Affresco raffigurante Anselmo I (raffigurato con le insigne vescovili) e Bernardo d'Italia per la tomba di quest'ultimo nella Basilica di Sant'Ambrogio

La seconda metà del VII secolo vide il ritorno del ruolo dell'arcivescovo in ambito prettamente spirituale, cosa che consentì una coesistenza pacifica con le autorità civili longobarde. Con la discesa in Italia di Carlo Magno, e la conseguente sconfitta dei Longobardi da parte dei Franchi, la situazione subì un ulteriore mutamento. Dato che la politica carolingia aveva forti connotazioni religiose, la nuova classe dirigente preferì assecondare la nomina di figure a lei fedeli la prima delle quali fu Pietro I. Seguirono una serie di arcivescovi sempre più attivi nella sfera politica fino ad arrivare a intervenire alla lotta di successione per il Regno longobardo tra l'imperatore Ludovico il Pio e suo nipote Berengario, in cui Anselmo I prese le parti di quest'ultimo.
Questo episodio indusse la fazione vincente della contesa (quella di Ludovico) a favorire l'elezione di successivi arcivescovi di origine franca: Angilberto I e Angilberto II. Quest'ultimo, in particolare, assunse un ruolo politico preminente che lo portò a farsi intermediario nel contrasto sorto tra Lotario (allora re d'Italia) e l'imperatore Ludovico. Il successo di tale mediazione fece sì che Angilberto acquisisse, oltre che un notevole prestigio politico, anche numerose donazioni feudali nelle zone d'influenza di Pavia e del Canton Ticino.
Angilberto fu figura preminente anche durante l'impero di Ludovico II e lasciò ai suoi successori una situazione di grande prestigio. Fu poi Ansperto, anch'egli uomo di fiducia di Ludovico II seppur di origini longobarde, a consolidare definitivamente il potere politico dell'arcidiocesi.
Ansperto divenne messo di Ludovico II ed entrò nel merito della successione dell'imperatore il quale, non avendo figli maschi, aveva designato lo zio Ludovico o uno dei figli di quest'ultimo. Al contrario papa Giovanni VIII appoggiava la candidatura di Carlo il Calvo, appartenente al ramo francese della famiglia. Ansperto, la cui opinione risultò essere determinante, si schierò con il papa e Carlo il Calvo venne incoronato. Ovviamente l'appoggio di Ansperto venne ripagato con nuove donazioni imperiali che, sia in termini di ricchezza sia di forza militare, riportarono Milano in posizione di preminenza nell'Italia settentrionale.
L'influenza politica dell'arcidiocesi si mantenne forte anche dopo l'abbandono di Milano da parte della dinastia carolingia. L'arcivescovo Valperto ricevette dall'imperatore Ottone I diverse donazioni di castelli nell'area lombarda, ma i suoi successori cercarono di limitare il potere dei vescovi operandosi per favorire l'elezione di figure a loro più vicine. Questa strategia culminò con l'elezione di Landolfo II, il quale però venne costretto dalla cittadinanza a lasciare la città. In questo periodo iniziò a prendere forma la lotta tra l'autorità religiosa, rappresentata dalla curia, e quella civile, rappresentata dalle famiglie comitali fedeli all'imperatore, per la supremazia del governo delle città, contrasto che sfocerà più tardi nella lotta per le investiture.

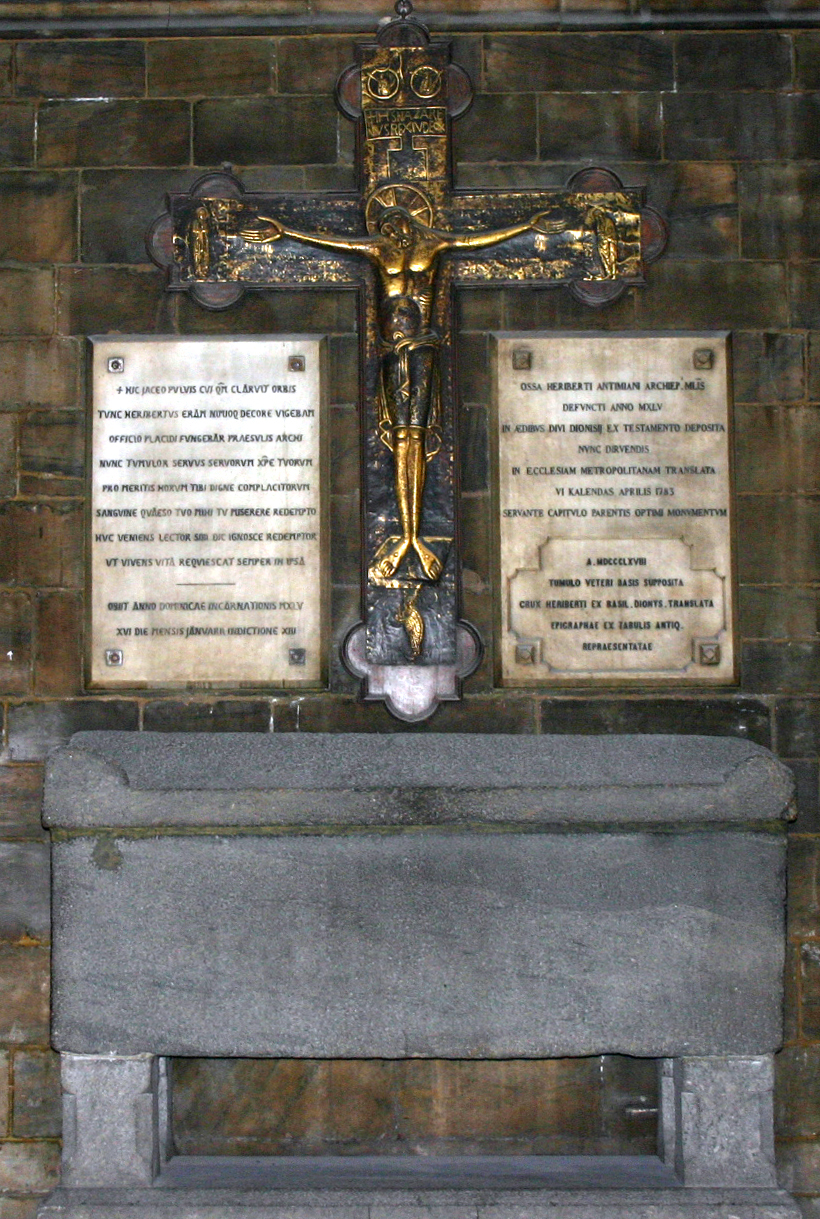
La tomba di Ariberto da Intimiano nel Duomo di Milano

Due figure rilevanti di questo periodo furono Arnolfo II e Ariberto da Intimiano. Il primo fu molto vicino a Ottone III, tanto da dare il proprio appoggio militare al figlio Enrico II nella sua lotta contro Arduino d'Ivrea, ottenendone onori e ricompense; con il secondo l'arcidiocesi di Milano arrivò a tenere sotto controllo (sempre con il consenso di Enrico II) gran parte del territorio delimitato dal Po, dall'Adda e dal Ticino.
Fu però proprio questa presenza di Ariberto a far sì che le città vicine e antagoniste e gli stessi feudatari della città si rivoltassero contro l'arcivescovo. Tali lamentele furono appoggiate da Corrado II che vide un'occasione per poter ridimensionare il peso di Ariberto. L'arcivescovo riuscì però a ricompattare la città con lo spauracchio della perdita di autonomia di Milano rispetto all'impero; resistette all'impero fino alla morte di Corrado e si riconciliò con il suo successore Enrico III. Venuto a mancare il pericolo comune che aveva riunito le componenti della Milano dell'XI secolo, le famiglie più potenti ritornarono a cercare di svincolarsi dal potere dell'arcivescovo per governare la città in maniera autonoma attraverso le istituzioni comunali.
Nel periodo successivo gli arcivescovi milanesi furono coinvolti nella lotta per le investiture e nella rivolta dei Patarini. Si alternarono così elezioni, non sempre considerate legittime, dettate spesso dall'imperatore o dai Patarini (sostenuti questi in chiave anti-imperiale anche da papa Gregorio VII) come ad esempio quelle di Guido da Velate, di Goffredo da Castiglione e di Attone. Tali figure dovettero affrontare spesso rivolte tanto da dover sostenere scomuniche, accuse di simonia, fino a essere persino costretti alla fuga come successe a Tedaldo.
Dopo questo periodo di disordine, la Chiesa milanese tornò a svolgere un ruolo di rilievo nella politica del Nord Italia, riuscendo a sfruttare l'intenzione del papato di farne un avamposto contro l'impero. Il primo arcivescovo che assunse questo ruolo fu Anselmo III da Rho. Egli non volle però rompere in maniera definitiva i rapporti con Enrico IV di cui accettò le regalie, cosa che secondo le regole stabilite da Gregorio VII gli sarebbe dovuta costare la scomunica. La sua posizione, però, si alleggerì con l'elezione del successore di Gregorio, Urbano II, la cui politica più pragmatica gli consigliò di limitarsi a farlo ritirare per un certo periodo in un convento lombardo per poi reintegrarlo nel suo incarico.
Nel XII secolo i successori di Anselmo III, Arnolfo III e Anselmo IV da Bovisio, continuarono la politica del predecessore osteggiando Enrico IV anche mediante l'appoggio dato a Corrado di Lorena, il suo figlio "ribelle". Anselmo IV fu anche promotore della Crociata del 1101 indetta da Urbano II, tanto da raccogliere delle forze armate e partire per la Terra santa per non fare più ritorno.
Le nomine successive furono condizionate da papa Pasquale II (allora in lotta con l'imperatore Enrico V) che fece eleggere prima Grossolano, per poi farlo deporre successivamente a favore di Giordano da Clivio. Tali nomine finirono però per produrre, come un secolo prima, distacco e ostilità della società milanese nei confronti di Roma, che preferì cambiare atteggiamento per non acuire troppo i contrasti con la più importante diocesi dell'Italia settentrionale.
Appena fu allentato il controllo del papato, l'arcivescovo Anselmo V Pusterla sostenne la guerra di Milano contro Como (partecipando persino alle azioni militari) cosa che provocò un forte "raffreddamento" dei rapporti con Roma, che culminò nell'incoronazione da parte di Anselmo V di Corrado di Svevia a Re dei Romani in opposizione a Lotario, la cui nomina a imperatore era stata favorita dal papa. La situazione divenne ancora più confusa nel 1130, anno in cui la morte di papa Onorio II portò a uno scisma con l'elezione di Innocenzo II e dell'antipapa Anacleto II. Quest'ultimo cercò e ottenne l'appoggio di Anselmo, ma con la finale affermazione di Innocenzo II, l'arcivescovo venne scomunicato e deposto.
Dopo un altro periodo d'instabilità, con l'elezione di Oberto da Pirovano si riformò l'unità delle componenti della società milanese. Oberto, seppur riavvicinatosi al papato, era riuscito a mantenere i tradizionali rapporti di vicinanza dell'arcidiocesi con l'impero. La situazione era però destinata a cambiare con la salita al trono di Federico Barbarossa. Questi infatti, deciso a ridimensionare l'influenza di Milano nell'ambito dell'Italia del nord, accolse le proteste delle città vicine e si dimostrò immediatamente ostile alla metropoli. In seguito poi alla contesa tra Alessandro III e Vittore IV (sostenuto da Federico), che si contesero il soglio papale alla morte di Adriano IV, Oberto decise di appoggiare Alessandro contro Vittore, ponendosi così definitivamente in contrasto con l'autorità imperiale. Si creò quindi un conflitto aperto tra Alessandro III e Milano da una parte e Federico, Vittore IV e le città antagoniste di Milano dall'altra. Tale conflitto sfociò negli assedi e nella resa e distruzione totale di Milano da parte del Barbarossa del marzo 1162. Oberto si rifugiò a Genova da Alessandro III e non fece mai più ritorno a Milano.
La distruzione di Milano diventò il simbolo della dominazione imperiale sul Nord Italia e in reazione a essa si organizzò l'opposizione a Federico, che si concretizzò in seguito nella Lega Lombarda. Tale opposizione fu sostenuta da Alessandro III e quando, in seguito alla battaglia di Legnano e ad altre sconfitte subite, Federico stipulò il trattato di Costanza, Milano poté godere di nuovo della sua autonomia (pur riconoscendo formalmente l'autorità dell'impero). L'arcivescovo di Milano divenne così la figura di riferimento per le relazioni tra Milano e Federico (e quindi tra il papato e l'impero).
Il successore di Oberto, Galdino della Sala (oggi venerato come santo), si assunse questo importante compito, divenendo il referente di Alessandro III e una delle figure più influenti del suo tempo in tutto il Nord Italia: curò infatti le alleanze formatesi nella Lega Lombarda e anche per sua iniziativa venne fondata la città di Alessandria per contrastare il Marchesato del Monferrato, fedele a Federico. La sua opera pastorale fu tale che Galdino venne presto nominato compatrono della città insieme ad Ambrogio, sia per la sua opera di defensor civitatis (difensore e addirittura "ricostruttore" di Milano dopo la distruzione della città), sia per quella di pater pauperum ("padre dei poveri") attraverso opere di carità e di assistenza rivolte nello specifico ai poveri e a quanti erano finiti in prigione per debiti non saldati.
Dopo la fine dello scisma con l'affermazione definitiva di Alessandro III, Milano firmò nel 1185 un trattato con Federico in cui le era permesso di espandere la propria influenza verso sud (Pavia e Cremona), purché si impegnasse a sostenere l'impero nella sua lotta per il riottenimento dei beni che aveva perso in Italia durante lo scisma e il cui possesso non era stato definito dai trattati precedenti.

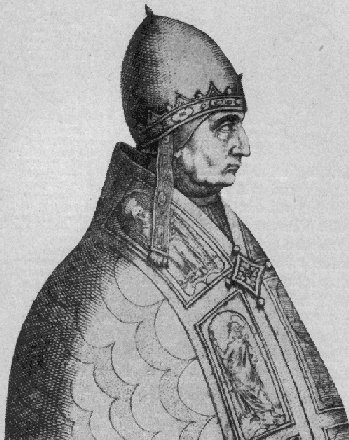
Uberto Crivelli, poi papa Urbano III

Milano si trovava quindi di nuovo tra impero e papato. Per questo motivo il clero milanese elesse arcivescovo il cardinale Uberto Crivelli, deciso sostenitore del papato. La figura di Uberto si rivelò tanto forte da imporsi anche nella successione al soglio pontificio dopo la morte di papa Lucio III: il cardinale arcivescovo divenne così papa con il nome di Urbano III, senza però per questo lasciare l'arcidiocesi di Milano. La città venne così, pur avendo siglato un trattato che la legava all'impero, uno dei centri più impegnati nella lotta anti-imperiale e per reazione gli organismi comunali accentuarono il loro distacco dalla curia. In risposta Urbano III diede il proprio appoggio a Cremona (avversaria di Milano e dell'impero). Il contrasto tra curia e Comune si arrestò solo con la morte di Urbano III, a cui fece seguito l'elezione ad arcivescovo di Milone da Cardano, già vescovo di Torino.

Milone, che faceva parte della curia Milano già all'epoca della sua distruzione da parte del Barbarossa ed era stato al seguito di Alessandro III, si dimostrò più diplomatico del predecessore riuscendo a ricomporre i dissidi creatisi in precedenza con la classe nobile che dominava il Comune. Anche i suoi successori, continuando sulla stessa linea, si avvicinarono sempre più al ceto dominante e vennero trascinati nei conflitti con l'allora nascente Partito del Popolo, perdendo in questo modo autorità anche in campo ecclesiastico. Solo nella seconda metà del XIII secolo, con l'ascesa di Ottone Visconti e la definitiva sconfitta del Partito del Popolo, si riaffermò il potere dell'arcidiocesi a Milano, anche se in una forma totalmente diversa, legata all'inizio del periodo delle Signorie.

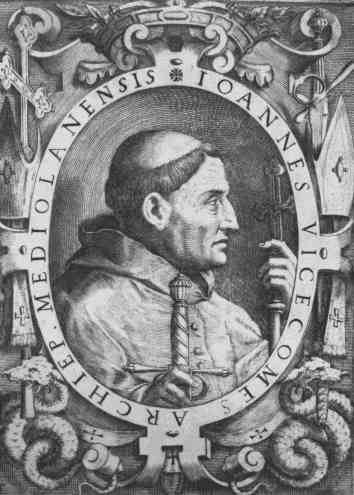
Incisione raffigurante Giovanni Visconti

Dopo la morte di Leone da Perego nel 1257, che aveva cercato invano di ricomporre i dissidi interni tra la fazione dei nobili e quella popolare (tanto da essere costretto all'esilio a Legnano), l'elezione del successore risultò essere problematica.
La figura politica di spicco di Milano a quel tempo era Martino della Torre, Capitano del Popolo e successore del fratello Pagano, il quale fu di fatto il primo dei governanti di Milano a dare al comune la forma di signoria. Di ispirazione guelfa, nominò però, per mantenere un ampio consenso all'interno della città, il ghibellino Oberto Pallavicino come capitano delle milizie, più vicino alla fazione nobiliare.
Tale nomina provocò una certa frizione con Roma e finì con l'impedire l'elezione ad arcivescovo sia di Raimondo della Torre (nipote di Martino), appoggiato dai popolari, sia di Francesco da Settala appoggiato dai nobili, così nel 1262 papa Urbano IV nominò arcivescovo Ottone Visconti.
La reazione dei Della Torre si esplicitò nella confisca dei beni dell'arcidiocesi e nell'attacco da parte del Pallavicino dei numerosi castelli e possedimenti dei Visconti nell'area del lago Maggiore. In questo modo però, Ottone divenne il punto di riferimento per gli oppositori dei Della Torre e del partito del popolo. Gli scontri si protrassero per anni, ben oltre la morte sia di Urbano IV sia di Martino della Torre che del Pallavicino.
Nel 1277 la battaglia di Desio segnò la vittoria definitiva di Ottone che sconfisse il partito del popolo e ridusse in prigionia l'allora signore di Milano Napoleone della Torre, ottenendo così di fatto, oltre l'arcivescovato, la signoria. L'affermazione di Ottone ebbe come effetto l'avvicinamento della curia alla fazione nobile, egli infatti con la Matricula nobilium familiarum sancì che l'accesso alle maggiori cariche ecclesiastiche del clero milanese dovesse essere riservato a chi provenisse dalla cerchia della nobiltà locale. Nel 1287 poi Ottone indicò il nipote Matteo come capitano del popolo, istituendo di fatto la dominazione viscontea su Milano.
La morte di Ottone coincise con un momentaneo ritorno in auge dei Della Torre che potevano contare sull'appoggio di Raimondo (nel frattempo diventato patriarca di Aquileia), ma il controllo ottenuto dai Visconti su Milano permise loro di superare il momento interlocutorio culminato con la cacciata da Milano di Matteo Visconti e l'elezione ad arcivescovo di Cassono della Torre. Dopo qualche anno l'arcidiocesi ritornò ai Visconti nella persona di Giovanni Visconti.
Nel 1787 le parrocchie di Calolzio, Carenno, Castelrossino, Erve, Lorentino, Somasca e Vercurago, già dipendenti dalla pieve di Olginate, vennero aggregate alla diocesi di Bergamo.
Il 26 settembre 1817 papa Pio VII, con il breve Cum per nostras literas, sancì il passaggio alla diocesi di Novara delle parrocchie dell'alto Verbano che si trovavano nel Regno sabaudo.
Nella seconda metà del XIX secolo l'arcivescovo Paolo Angelo Ballerini fu impedito dall'autorità civile a esercitare la sua attività pastorale; la diocesi venne di fatto retta da mons. Carlo Caccia Dominioni (1859-1866) nella sua duplice veste di vicario capitolare di fronte allo Stato italiano e di vicario generale di mons. Ballerini di fronte alla Santa Sede.
Il 1º settembre 1884 l'arcidiocesi perse il territorio delle Valli Superiori (Blenio, Riviera e Leventina), nel Canton Ticino, che vennero annesse all'erigenda amministrazione apostolica del Canton Ticino (oggi diocesi di Lugano). Le tre valli ticinesi seguono il rito ambrosiano.
Dal 31 agosto al 6 settembre 1895 Milano ospitò il terzo Congresso eucaristico nazionale italiano. Fu anche sede del XX congresso eucaristico nazionale dal 14 al 22 maggio 1983, a cui intervenne come legato pontificio il cardinale Carlo Confalonieri; la messa conclusiva fu celebrata da papa Giovanni Paolo II. Lo stesso pontefice tornò a Milano nel novembre dell'anno seguente, in occasione del IV centenario della morte di San Carlo Borromeo. L'arcidiocesi accolse poi in visita pastorale papa Benedetto XVI nel giugno 2012, e papa Francesco, il 25 marzo 2017.
Ha ceduto a più riprese piccole porzioni del proprio territorio a favore delle diocesi confinanti:
- alla diocesi di Pavia il territorio dei comuni di Chignolo Po, il 10 giugno 1925,[19] e di Torrevecchia Pia, il 15 gennaio 1979;[20]
- alla diocesi di Lodi il territorio di Riozzo, facente parte della parrocchia di San Giovanni Battista in Melegnano, il 23 maggio 1978,[21] e le parrocchie di Colturano e Balbiano, il 3 marzo 1989;[22]
- alla diocesi di Como la parrocchia dei Santi Vito e Modesto a Lomazzo, il 3 gennaio 1981,[23] e la parrocchia di San Giovanni Evangelista a Montorfano, il 15 settembre 1982;[24]
- alla diocesi di Bergamo la parrocchia di Sant'Antonio Abate in Vedeseta, il 27 giugno 1995,[25] e la parrocchia di San Bartolomeo in Brumano, il 16 giugno 2006.[26]

## Cronotassi dei vescovi
Si omettono i periodi di sede vacante non superiori ai 2 anni o non storicamente accertati.

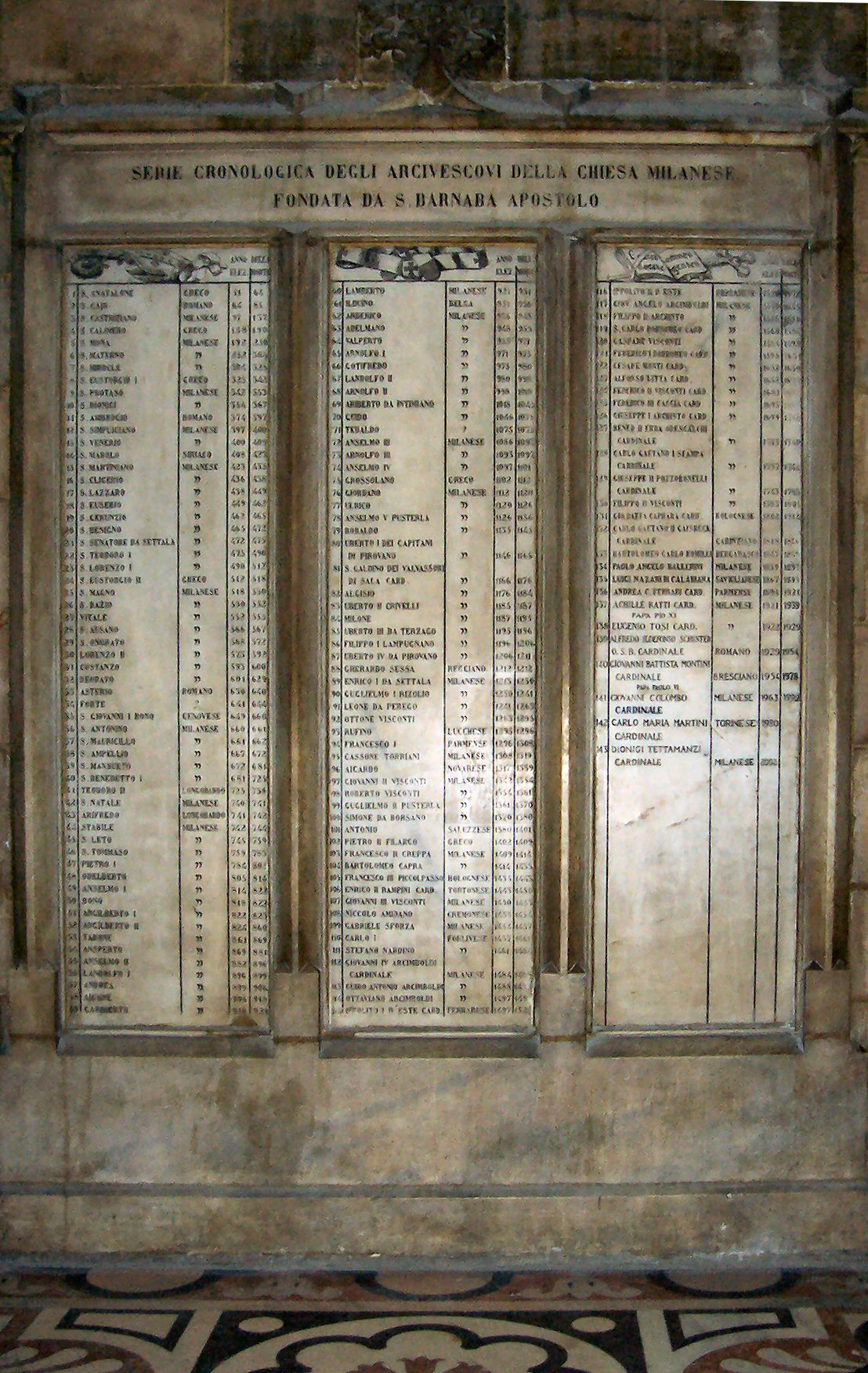
Cronotassi degli arcivescovi della Chiesa milanese murata all'interno del duomo di Milano

La cronotassi dei vescovi è incerta per i primi secoli; la tradizione vuole che l'apostolo san Barnaba abbia fondato la diocesi nel 52. Una lapide con l'elenco dei vescovi è presente nel Duomo nella navata meridionale. Secondo una tradizione plurisecolare, iniziatasi nel Basso Medioevo e durata fino a un approccio più critico alle fonti storiche nel XIX e XX secolo, alcuni degli arcivescovi del primo millennio erano considerati membri delle antiche famiglie capitaneali di Milano. Queste attribuzioni possono esser ritrovate nelle singole voci in riferimento a ogni arcivescovo.
Cinque arcivescovi sono stati eletti papi (Uberto Crivelli, Pietro Filargo - eletto dal Concilio di Pisa, oggi considerato antipapa -, Giovanni Angelo Medici, Achille Ratti e Giovanni Battista Montini).
- San Barnaba † (metà I secolo)
- Sant'Anatalone † (inizio III secolo)
- San Caio † (III secolo)
- San Castriziano † (III secolo)
- San Calimero (?) † (270 circa - 280 circa)
- San Mona (?) † (fine III secolo - inizio IV secolo)
- San Mirocle † (circa 313 - 316)
- San Materno † (316 - 328)
- San Protaso † (328 - 343)
- Sant'Eustorgio I † (343 o 344 - circa 349)
- San Dionigi † (circa 349 - 355 deposto)
- Aussenzio † (355 - 374 deceduto)
- Sant'Ambrogio † (7 dicembre 374 - 4 aprile 397 deceduto)
- San Simpliciano † (397 - 400)
- San Venerio † (400 - 408 deceduto)
- San Marolo † (408 - 423 deceduto)
- San Martiniano † (423 - 435 deceduto)
- San Glicerio † (436 - 438 deceduto)
- San Lazzaro † (440 - 449 deceduto)
- Sant'Eusebio † (449 - 462 deceduto)
- San Geronzio † (462 - 465 deceduto)
- San Benigno † (465 - 472 deceduto)
- San Senatore † (472 - 475 deceduto)
- San Teodoro I † (475 - 490 deceduto)
- San Lorenzo I † (490 - 512 deceduto)
- Sant'Eustorgio II † (512 - 518 deceduto)
- San Magno † (518 - 530 deceduto)
- San Dazio † (530 - 552 deceduto)
- Vitale † (552 - 555 deceduto)
- Sant'Ausano † (556 - 566 deceduto) (tricapitolino)
- Sant'Onorato † (566 - 571 deceduto)[28]
- Frontone † (568 circa - 572 deceduto)[29]
- Lorenzo II † (573 - 592 deceduto)[29]
- Costanzo † (593 - 3 settembre 600 deceduto)[29]
- Deusdedit † (15 settembre 601 - 30 ottobre 629 deceduto)[29]
- Asterio † (629 - 4 luglio 640 deceduto)[29]
- Forte † (641 - 643 deceduto)[29]
- San Giovanni Buono † (649 - 660 deceduto)[30]
- Sant'Antonino † (660 circa - 661 deceduto)
- San Mauricillo † (661 - 662 deceduto)
- Sant'Ampellio † (667 - 672 deceduto)
- San Mansueto † (672 - 681 deceduto)
- San Benedetto † (681 - 725 deceduto)
- Teodoro II † (725 - 739 deceduto)[31]
- San Natale † (740 - 741 deceduto)
- Arifredo † (741 - 742 deceduto)
- Stabile † (742 - 744 deceduto)
- Leto † (7 maggio 745 - 759 deceduto)
- Tomaso † (22 settembre 759 - 27 settembre 783 deceduto)
- Pietro I † (784 - 801 deceduto)
- Odelperto † (803 - 813 deceduto)
- Sant'Anselmo I † (813 - 818 deposto)
- San Bono † (818 - 23 gennaio 822 deceduto)
- Angilberto I † (822 - 9 ottobre 823 deceduto)
- Angilberto II † (27 o 28 giugno 824 - 13 dicembre 859 deceduto)
- Tadone † (860 - 26 maggio 868 deceduto)
- Ansperto † (26 giugno 868 - 7 dicembre 881 deceduto)[32]
- Anselmo II † (882 - 27 settembre 896 deceduto)
- Landolfo I † (896 - 2 novembre 899 deceduto)
- Andrea da Canziano † (30 novembre 899 - 26 febbraio 906 deceduto)
- Aicone † (giugno 906 - 7 settembre 918 deceduto)
- Garimperto (o Varimperto) † (918 o 919 - 15 luglio 921 deceduto)
- Lamperto † (5 ottobre 921 - 19 giugno 931 deceduto)
- Ilduino † (931 o 932 - 23 luglio 936 deceduto)
- Arderico † (936 - 15 ottobre 948 deceduto)
- Manasse † (15 ottobre 948 - 962 o 963 deposto)
- Adelmanno † (948 - 953 dimesso)
- Valperto † (953 - 6 novembre 970 deceduto)
- Arnolfo I † (970 - 16 aprile 974 deceduto)
- Gotifredo † (27 luglio 974 - 19 settembre 979 deceduto)
- Landolfo II da Carcano † (23 dicembre 979 - 23 marzo 998 deceduto)
- Arnolfo II da Arsago † (19 maggio 998 - 25 febbraio 1018 deceduto)
- Ariberto da Intimiano † (16 marzo 1018 - 28 gennaio 1045 deceduto)
- Guido da Velate † (1045 - 1069 dimesso)
- Attone † (1070 - 1075 deceduto)
  - Gotifredo da Castiglione † (1070 - 1075) (antivescovo)
  - Tedaldo † (1075 - 1085) (illegittimo)
  - Sede vacante (1075-1086)
- Anselmo III da Rho † (1º luglio 1086 - 4 dicembre 1093 deceduto)
- Arnolfo III † (6 dicembre 1093 - 1097 deceduto)
- Anselmo IV da Bovisio † (3 novembre 1097 - 30 settembre 1101 deceduto)
- Pietro Grossolano † (1102 - 1112 deposto)
- Giordano da Clivio † (1º gennaio 1112 - 4 ottobre 1120 deceduto)
- Olrico da Corte † (17 novembre 1120 - 28 maggio 1126 deceduto)
- Anselmo V Pusterla † (30 giugno 1126 - 1135 deposto)
- Robaldo † (2 agosto 1135 - 30 dicembre 1145 deceduto)
- Umberto I da Pirovano † (18 gennaio 1146 - 17 marzo 1166 deceduto)
- San Galdino della Sala † (1166 - 18 aprile 1176 deceduto)
- Algisio da Pirovano † (2 luglio 1176 - 29 marzo 1182 deceduto)
- Uberto Crivelli † (9 maggio 1185 - 20 ottobre 1187 deceduto) (dal 25 novembre 1185 papa con il nome di Urbano III)
- Milone da Cardano † (5 dicembre 1187 - 16 agosto 1195 deceduto)
- Umberto III da Terzago † (11 settembre 1195 - 15 giugno 1196 deceduto)
- Filippo I da Lampugnano † (14 luglio 1196 - novembre 1206 dimesso)
- Umberto IV da Pirovano † (11 dicembre 1206 - 13 marzo 1211 deceduto)
- Gerardo da Sessa, O.Cist. † (4 maggio 1211 - 22 aprile 1212 deceduto)
- Enrico I da Settala † (7 novembre 1213 - 16 settembre 1230 deceduto)
- Guglielmo I da Rizolio † (15 ottobre 1230 - 28 marzo 1241 deceduto)
- Leone da Perego † (1241 - 14 ottobre 1257 deceduto)
  - Sede vacante (1257-1262)
- Ottone Visconti † (22 luglio 1262 - 2 agosto 1295 deceduto)
- Ruffino da Frisseto † (31 ottobre 1295 - 21 luglio 1296 deceduto)
- Francesco Fontana † (23 agosto 1296 - 6 febbraio 1308 deceduto)
- Cassono della Torre † (12 febbraio 1308 - 31 dicembre 1316 nominato patriarca di Aquileia)
- Aicardo Antimiani † (28 settembre 1317 - 10 agosto 1339 deceduto)
  - Sede vacante (1339-1342)
- Giovanni Visconti † (1342 - 5 ottobre 1354)
- Roberto Visconti † (29 ottobre 1354 - 8 agosto 1361 deceduto)
- Guglielmo II Pusterla † (23 agosto 1361 - 1370 deceduto)
- Simon da Borsano † (18 giugno 1371 - 20 dicembre 1375 dimesso)
  - Sede vacante (1375-1380)
- Antonio da Saluzzo † (1380 - 1401 deceduto)
- Pietro Filargo, O.F.M. † (17 maggio 1402 - 26 giugno 1409 eletto antipapa con il nome di Alessandro V)
- Francesco Crippa † (1409 - 7 febbraio 1414 deceduto)
- Bartolomeo Capra † (1414 - 1435 deceduto)
- Francesco Piccolpasso † (7 giugno 1435 - 23 agosto 1443 deceduto)
- Enrico Rampini † (27 agosto 1443 - 4 luglio 1450 deceduto)
- Giovanni III Visconti † (3 agosto 1450 - 9 marzo 1453 deceduto)
- Nicolò Amidano † (19 marzo 1453 - 24 marzo 1454 deceduto)
- Timoteo Maffei, C.R.S.A. † (1454 - 1454 dimesso)
- Gabriele Sforza, O.E.S.A. † (21 giugno 1454 - 12 settembre 1457 deceduto)
- Carlo Nardini † (19 ottobre 1457 - 13 novembre 1461 deceduto)
- Stefano Nardini † (13 novembre 1461 - 22 ottobre 1484 deceduto)
- Giovanni Arcimboldi † (25 ottobre 1484 - 2 ottobre 1488 deceduto)
- Guidantonio Arcimboldi † (23 gennaio 1489 - 18 ottobre 1497 deceduto)
  - Ottaviano Arcimboldi † (1497 - ottobre 1497 deceduto) (arcivescovo eletto)
- Ippolito I d'Este † (8 novembre 1497 - 20 maggio 1519 dimesso)
  - Ippolito II d'Este † (20 maggio 1519 - 19 marzo 1550 dimesso) (amministratore apostolico)
- Giovan Angelo Arcimboldi † (19 marzo 1550 - 6 aprile 1555 deceduto)
  - Ippolito II d'Este † (1555 - 16 dicembre 1555 dimesso) (amministratore apostolico per la seconda volta)
- Filippo Archinto † (1556 - 21 giugno 1558 deceduto)
  - Giovanni Angelo Medici † (1559 - 1560) (amministratore apostolico)
  - San Carlo Borromeo † (7 febbraio 1560 - 12 maggio 1564 nominato arcivescovo) (amministratore apostolico)
- San Carlo Borromeo † (12 maggio 1564 - 3 novembre 1584 deceduto)
- Gaspare Visconti † (28 novembre 1584 - 12 gennaio 1595 deceduto)
- Federico Borromeo † (24 aprile 1595 - 21 settembre 1631 deceduto)
- Cesare Monti † (20 dicembre 1632 - 16 agosto 1650 deceduto)
- Alfonso Litta † (1652 - 28 agosto 1679 deceduto)
- Federico Visconti † (25 giugno 1681 - 7 gennaio 1693 deceduto)
- Federico Caccia † (aprile 1693 - 14 gennaio 1699 deceduto)
- Giuseppe Archinto † (18 maggio 1699 - 9 aprile 1712 deceduto)
- Benedetto Erba Odescalchi † (5 ottobre 1712 - 6 dicembre 1736 deceduto)
- Carlo Gaetano Stampa † (6 maggio 1737 - 23 dicembre 1742 deceduto)
- Giuseppe Pozzobonelli † (15 luglio 1743 - 27 aprile 1783 deceduto)
- Filippo Maria Visconti † (25 giugno 1784 - 30 dicembre 1801 deceduto)
- Giovan Battista Caprara † (24 maggio 1802 - 21 giugno 1810 deceduto)
  - Sede vacante (1810-1818)[33]
- Karl Kajetan von Gaisruck † (1º marzo 1818 - 19 novembre 1846 deceduto)
- Carlo Bartolomeo Romilli † (14 giugno 1847 - 7 maggio 1859 deceduto)
- Paolo Angelo Ballerini † (30 giugno 1859 - 27 marzo 1867 dimesso[34])
- Luigi Nazari di Calabiana † (27 marzo 1867 - 23 ottobre 1893 deceduto)
- Beato Andrea Carlo Ferrari † (21 maggio 1894 - 2 febbraio 1921 deceduto)
- Achille Ratti † (13 giugno 1921 - 6 febbraio 1922 eletto papa con il nome di Pio XI)
- Eugenio Tosi, O.SS.C.A. † (7 marzo 1922 - 7 gennaio 1929 deceduto)
- Beato Alfredo Ildefonso Schuster, O.S.B. † (26 giugno 1929 - 30 agosto 1954 deceduto)
- San Giovanni Battista Montini † (1º novembre 1954 - 21 giugno 1963 eletto papa con il nome di Paolo VI)
- Giovanni Colombo † (10 agosto 1963 - 29 dicembre 1979 ritirato)
- Carlo Maria Martini, S.I. † (29 dicembre 1979 - 11 luglio 2002 ritirato)
- Dionigi Tettamanzi † (11 luglio 2002 - 28 giugno 2011 ritirato)
- Angelo Scola (28 giugno 2011 - 7 luglio 2017 ritirato)
- Mario Delpini, dal 7 luglio 2017

## Santi e beati legati all'arcidiocesi
- San Barnaba, apostolo ed evangelizzatore di Milano
- Sant'Anatalo, vescovo di Milano
- Santi Gervasio e Protasio, martiri
- Santa Tecla, vergine e martire, patrona della parrocchia del Duomo
- San Mirocle, vescovo di Milano
- Sant'Eustorgio I, vescovo di Milano
- San Dionigi, vescovo di Milano
- Sant'Ambrogio, vescovo di Milano, patrono
- San Satiro, fratello di sant'Ambrogio
- Santa Marcellina, sorella di sant'Ambrogio
- San Simpliciano, arcivescovo di Milano
- San Venerio, arcivescovo di Milano
- San Benigno, arcivescovo di Milano
- Sant'Onorato, arcivescovo di Milano
- San Benedetto I, arcivescovo di Milano
- San Natale, arcivescovo di Milano
- San Bono, arcivescovo di Milano
- San Galdino, arcivescovo di Milano, compatrono
- San Pietro da Verona, sacerdote e martire
- San Carlo Borromeo, arcivescovo di Milano, compatrono
- Sant'Antonio Maria Zaccaria, sacerdote
- San Riccardo Pampuri, religioso
- San Benedetto Menni, sacerdote
- San Luigi Orione, sacerdote
- Santa Gianna Beretta Molla, madre di famiglia
- San Paolo VI (Giovanni Battista Montini), arcivescovo di Milano e papa
- San Gemolo, martire
- San Francesco Spinelli, sacerdote
- Beato Manfredo Settala, sacerdote
- Beata Caterina del Sacro Monte di Varese, religiosa
- Beata Giuliana del Sacro Monte di Varese, religiosa
- Beato Carino Pietro da Balsamo, religioso
- Beato Contardo Ferrini, accademico e giurista
- Beata Maria Anna Sala, religiosa
- Beato Giovanni Mazzucconi, sacerdote, missionario e martire
- Beato Andrea Carlo Ferrari, arcivescovo di Milano
- Beato Alfredo Ildefonso Schuster, arcivescovo di Milano
- Beata Eugenia Picco, religiosa
- Beato Luigi Maria Monti, sacerdote
- Beato Luigi Talamoni, sacerdote
- Beato Luigi Biraghi, sacerdote
- Beato Luigi Monza, sacerdote
- Beato Carlo Gnocchi, sacerdote
- Beato Serafino Morazzone, sacerdote
- Beata Enrichetta Alfieri, religiosa
- Beato Clemente Vismara, sacerdote e missionario
- Beato Arsenio da Trigolo, sacerdote e religioso
- Beata Leonella Sgorbati, religiosa e martire
- Beato Carlo Acutis, laico
- Beato Mario Ciceri, sacerdote
- Beata Armida Barelli, educatrice

## Statistiche
L'arcidiocesi nel 2023 su una popolazione di 5 647 000 persone contava 4 942 000 battezzati, corrispondenti all'87,5% del totale.
| anno | popolazione | popolazione | popolazione | presbiteri | presbiteri | presbiteri | presbiteri                | diaconi | religiosi | religiosi | parrocchie |
| anno | battezzati  | totale      | %           | numero     | secolari   | regolari   | battezzati per presbitero | diaconi | uomini    | donne     | parrocchie |
| ---- | ----------- | ----------- | ----------- | ---------- | ---------- | ---------- | ------------------------- | ------- | --------- | --------- | ---------- |
| 1950 | ?           | 3.500.000   | ?           | 2.100      | 2.100      | ?          | ?                         |         | ?         | 11.500    | 879        |
| 1970 | 4.210.000   | 4.250.000   | 99,1        | 3.611      | 2.443      | 1.168      | 1.165                     | 1       | 2.181     | 12.945    | 1.044      |
| 1980 | 4.918.500   | 5.123.416   | 96,0        | 3.556      | 2.371      | 1.185      | 1.383                     | 1       | 1.779     | 11.500    | 1.120      |
| 1990 | 4.858.000   | 5.060.400   | 96,0        | 3.375      | 2.337      | 1.038      | 1.439                     | 7       | 1.546     | 9.400     | 1.140      |
| 1999 | 4.755.013   | 5.058.545   | 94,0        | 2.615      | 2.244      | 371        | 1.818                     | 23      | 754       | 8.800     | 1.109      |
| 2000 | 4.773.478   | 5.078.189   | 94,0        | 2.638      | 2.266      | 372        | 1.809                     | 29      | 756       | 8.833     | 1.108      |
| 2001 | 4.789.148   | 5.089.148   | 94,1        | 3.188      | 2.248      | 940        | 1.502                     | 32      | 1.344     | 7.238     | 1.108      |
| 2002 | 4.922.597   | 5.134.285   | 95,9        | 3.168      | 2.242      | 926        | 1.553                     | 45      | 1.269     | 7.238     | 1.108      |
| 2003 | 4.903.686   | 5.116.686   | 95,8        | 3.128      | 2.209      | 919        | 1.567                     | 54      | 1.262     | 6.751     | 1.108      |
| 2004 | 4.860.053   | 5.107.053   | 95,2        | 3.129      | 2.216      | 913        | 1.553                     | 67      | 1.245     | 6.804     | 1.108      |
| 2009 | 4.886.406   | 5.296.393   | 92,3        | 2.885      | 2.055      | 830        | 1.693                     | 110     | 1.114     | 6.180     | 1.107      |
| 2013 | 4.970.975   | 5.451.090   | 91,2        | 2.783      | 1.964      | 819        | 1.786                     | 131     | 1.108     | 6.210     | 1.108      |
| 2016 | 5.032.130   | 5.512.245   | 91,3        | 2.648      | 1.861      | 787        | 1.900                     | 149     | 1.043     | 4.924     | 1.108      |
| 2019 | 5.078.297   | 5.558.412   | 91,4        | 2.552      | 1.779      | 773        | 1.989                     | 151     | 1.052     | 4.439     | 1.108      |
| 2021 | 4.908.331   | 5.608.331   | 87,5        | 2.450      | 1.712      | 738        | 2.003                     | 156     | 1.033     | 3.915     | 1.107      |
| 2023 | 4.942.000   | 5.647.000   | 87,5        | 2.369      | 1.650      | 719        | 2.086                     | 156     | 1.014     | 3.915     | 1.107      |